# Правительство Пакистана
Правительство Пакистана (урду کابینہ پاکستان‎, Kābīnā-e-Pākistān) — исполнительная власть на территории Пакистана, действующая в соответствии с конституцией и существующими законами. Правительство состоит из президента Арифа Алви, премьер-министра Имрана Хана и министров.

## Министерства

### Правительство Наваза Шарифа

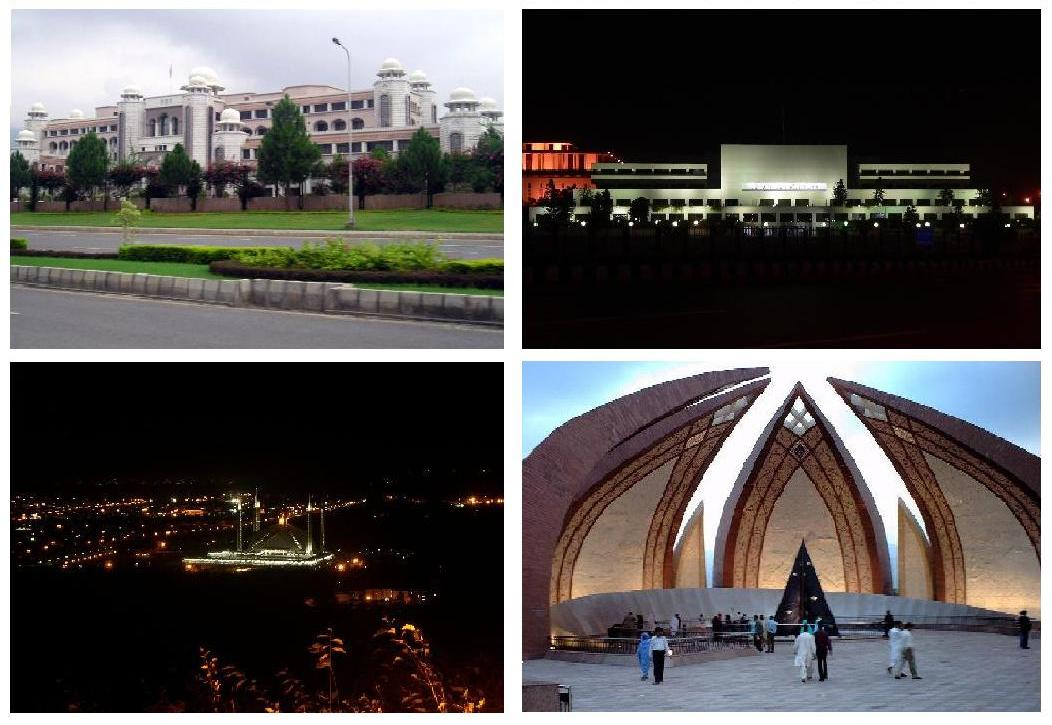
Исламабад, столица страны

| Федеральные министры         |       |                                      |
| Наваз Шариф                  | ПМЛ-Н | Премьер-министр                      |
| Ахсан Икбал                  | ПМЛ-Н | Планирования, реформ и развития      |
| Арбаб Аламгир Хан            | ПНП   | Связи                                |
| Ахмад Мухтар                 | ПНП   | Обороны                              |
| Маула Бакш Чандио            | ПНП   | Законности                           |
| Фирвуз Ашик Аван             | ПНП   | Информации                           |
| Мухаммад Исхак Дар           | ПМЛ-Н | Финансы                              |
| Сартадж Азиз                 | ПМЛ-Н | Иностранных дел                      |
| Саид Навид Камер             | ПНП   | Приватизации                         |
| Камран Майкл                 | ПМЛ-Н | Портов и судоходства                 |
| Хаваджа Саад Рафик           | ПМЛ-Н | Железных дорог                       |
| Хуршид Шах                   | ПНП   | Религии                              |
| Махдум Амин Фахим            | ПНП   | Коммерции и торговли                 |
| Рана Мохаммад Фарук Саид Хан | ПНП   | Текстильной промышленности           |
| Манзур Ватту                 | ПНП   | По делам Кашмира                     |
| Рехман Малик                 | PPP   | Внутренних дел                       |
| Захид Хамид                  | ПМЛ-Н | Науки и технологий                   |
| Сардар Алхадж Мухаммед Умар  | ПНП   | Почтовых услуг                       |
| Мир Хазар Хан Биджарани      | ПНП   | Межобластной координации             |
| Самина Халид Гурки           | ПНП   | Окружающей среды и женского развития |

### Кабинет Мамуна Хуссейна
С Мая 2018 года Мамун Хуссейн возглавляет правительство. В состав Кабинета входит 7 человек (возглавляют несколько министерств).

## Правительство Имран Хана
| Министр               | Партия                            | Пост                                            | Пол |
| --------------------- | --------------------------------- | ----------------------------------------------- | --- |
| Имран Хан             | Движение за справедливость        | Премьер-министр Министр внутренних коммуникаций | м   |
| Асад Умер             | Движение за справедливость        | Министр финансов                                | м   |
| Шах Махмуд Куреши     | Движение за справедливость        | Министр иностранных дел                         | м   |
| Амир Меамуд Киани     | Движение за справедливость        | Министр здравоохранения                         | м   |
| Али Амин Гандапур     | Движение за справедливость        | Министр строительства                           | м   |
| Ширин Мазари          | Движение за справедливость        | Министр прав человека                           | ж   |
| Зубайда Джалай Хан    | Авами Балуджистан                 | Министр оборонной промышленности                | ж   |
| Шахбад Махмуд         | Движение за справедливость        | Министр образования                             | м   |
| Первез Хаттак         | Движение за справедливость        | Министр обороны                                 | м   |
| Фуад Чхоудхри         | Движение за справедливость        | Министр информации                              | ж   |
| Халид Маку Сиддики    | Движение Муттахида Кауми          | Министр телекоммуникаций                        | м   |
| Фахмида Мирза         | Большой демократический альянс    | Министр провинциального сотрудничества          | ж   |
| Фарук Насим           | Движение Муттахида Кауми          | Министр права                                   | м   |
| Нур Уль-Хак Кадри     | Движение за справедливость        | Министр религиозных дел                         | м   |
| Гулам Сарвар Хан      | Движение за справедливость        | Министр нефти                                   | м   |
| Тарик Башир Хима      | Пакистанская мусульманская лига-К | Министр труда                                   | м   |
| Рашид Ахмед           | Пакистанская мусульманская лига-К | Министр транспорта                              | м   |
| Кусро Бахтияр         | Движение за справедливость        | Министр планирования                            | м   |
| Омар Айюб Хан         | Движение за справедливость        | Министр энергетики                              | м   |
| Али зайди             | Движение за справедливость        | Министр морских дел                             | м   |
| Али Мухамад Хан Мухар | Движение за справедливость        | Министр без портфеля                            | м   |